# 第百一航空戦隊
第百一航空戦隊（だい101こうくうせんたい）とは、日本海軍の輸送機部隊。

## 第百一航空戦隊発足までの沿革
航空機の輸送や航空用需品の空輸は、1935年（昭和10年）を過ぎたころから日本海軍でも考えられるようになっていた。海軍は1937年（昭和12年）の予算要求で初めて「輸送機」の項目を計上し、九七式飛行艇の輸送機型を2機試作した。量産化された九七式輸送飛行艇は日華事変にも一部使用した。翌1938年（昭和13年）には九六式陸上攻撃機の輸送機型の製造とともに、水陸両用の十三試小型輸送機の試作と陸上用のDC-3購入・製造を開始した。十三試小型輸送機は最終的に不採用となったが、国産化に成功したDC-3は零式輸送機として採用された。昭和14年度計画では陸上・水上合わせて35機の製造予算が計上され、海軍航空技術廠・鎮守府・航空隊に配属された。
太平洋戦争中は各航空隊の空輸に使用されたほか、1942年（昭和17年）1月11日に実施されたメナドへの落下傘降下作戦では、横須賀鎮守府第一特別陸戦隊を横須賀鎮守府所属の零式輸送機で輸送した。航空技術廠を擁する横須賀鎮守府の輸送機隊は、外地と本土を結ぶ輸送路で輸送任務に従事した。また、本土の航空軍需工場や航空隊との連絡輸送にも従事した。1943年（昭和18年）5月1日、第一航空輸送隊に発展し、横須賀鎮守府附属となった。第一航空輸送隊は2ヵ月後の昭和18年7月1日に第一〇〇一海軍航空隊に再編された。百一航戦は一〇〇一空を核として、1944年（昭和19年）9月15日に編制された。

## 航空輸送法
- 輸送機に直接積み込む方法。零式輸送機・九六式陸上攻撃機・一式陸上攻撃機・深山・九七式飛行艇・二式飛行艇などの大型輸送機では、需品や解体した航空部品を輸送室に積み込んだ。深山は特に航空魚雷を解体せずに搬入できた。主に航空廠を擁する拠点基地向けの便に充当された。
- 滑空機を牽引する方法。ク8型などの輸送スペースがある滑空機を輸送機で牽引飛行する。昭和19年12月30日に鈴鹿飛行場を離陸した一〇〇一空の牽引実験機が伊勢湾で墜落し、不採用となった。
- 輸送対象機を直接運行する方法。零式艦上戦闘機・雷電などの戦闘機、彗星・天山など、現地要員が本土に戻って受領できない場合に用いる方法で、輸送機航空隊要員が現地基地まで実機を運転し、随伴する大型機に便乗して帰還する。外地向け便には上記の大型輸送機が随伴したが、本土内輸送では白菊などの練習機も用いられた。
- 輸送対象機を護衛する方法。輸送対象の航空機は現地要員が操縦し、輸送航空隊は護衛戦闘機のみを同伴して防空に専念する方式で、硫黄島や本土内輸送路で頻繁に採られた方式である。

## 第百一航空戦隊の概要

### 所属部隊
終始一貫して連合艦隊附属とされた。

### 隷下部隊
1000番台の輸送機航空隊は一〇〇一、一〇二一、一〇二二、一〇二三、一〇八一の5個航空隊が編制され、第百一航空戦隊には第一〇二三海軍航空隊を除く4個航空隊が編入された。一〇二三空を含む各航空隊は後述。

### 展開
百一航戦が編制されたのは捷号作戦準備の時期にあたり、外地向け輸送はフィリピン方面に集中していた。一〇〇一空は編制を前に鈴鹿を拠点とし、南方向け便を担当していたほか、編入前の一〇二一空はフィリピンに展開して受け取り輸送を実施している。硫黄島向け輸送は木更津飛行場を起点として一〇二二空が担った。
内地では、鈴鹿・木更津を起点として各航空基地向けの輸送路が組まれた。その他、姫路・名古屋など飛行機工場発の輸送路が設定された。

### 歴代司令官
- 田中實少将[1]（昭和19年9月15日－）
- 山田定義中将（昭和19年11月15日－）
- 勝俣静三少将（昭和20年7月20日－戦後解隊）

## 第一〇〇一海軍航空隊
昭和18年7月1日、横須賀鎮守府所管の第一航空輸送隊48機を改変した最初の輸送機航空隊。木更津飛行場を拠点とし、南洋諸島向けの輸送路を担当した。昭和19年2月17日のトラック島空襲や昭和19年6月20日の「あ号作戦」での敗退により内南洋向け航空路の廃止が相次いだため、昭和19年8月15日からは第二鈴鹿飛行場を拠点として、フィリピン方面や日本国内への航空輸送に従事した。百一航戦の編制から解隊まで終始一貫して百一航戦にとどまった。また第二鈴鹿飛行場に併設する三菱重工三重工場で製造された雷電を実戦部隊に空輸するまでのあいだ、一〇〇一空隊員が搭乗して名古屋に来襲するB-29の迎撃にあたったこともある。
第一航空輸送隊長・第一〇〇一海軍航空隊司令
1. 伊東藤雄 少佐：第一航空輸送隊長 昭和18年5月1日[2] - 第一〇〇一海軍航空隊司令 昭和18年7月1日 - 昭和19年7月10日[3]
2. 島田増吉 大佐：昭和19年7月10日[4] - 昭和20年7月20日[5]
3. 金井倉太郎 大佐：昭和20年7月20日[5] - 昭和20年10月10日[6]

## 第一〇二一海軍航空隊
昭和19年1月1日、第一航空艦隊隷下各航空隊の輸送機隊36機を集約して編制し、香取飛行場を原隊とした。通称は「鳩部隊」。「あ号作戦」に備え、一航艦のマリアナ展開の際に活動したが、あ号作戦の失敗とマリアナ諸島各地の地上戦で壊滅し、粟野原仁志司令もテニアン島での地上戦で戦死している。昭和19年7月10日に再び一航艦隷下に再編され、「捷号作戦」のためにフィリピンへ進出。壊滅した一航艦は昭和20年1月8日をもって台湾に撤退することになり、一〇二一空も随伴した。百一航戦に編入されたのは台湾撤退後の3月5日で、輸送機不足で輸送実績がないまま、昭和20年7月15日に一〇八一空編入される形で解散した。

### 歴代司令
- 粟野原仁志 中佐：昭和19年1月1日－8月2日テニアン島で戦死。
- 海東啓六：昭和19年8月7日－昭和20年7月15日、一〇八一空に編入。

## 第一〇八一海軍航空隊
部隊番号では末尾だが、輸送機航空隊としては三番目の昭和19年4月1日編制。輸送機はなく、陸攻を主体に護衛戦闘機24機・随伴艦爆24機で編制された。美保飛行場を原隊とするが、厚木飛行場や横須賀飛行場に常駐し、本土内や硫黄島向けの輸送に従事した。当初より護衛戦闘機隊を持ち、短距離輸送に特化している。一〇〇一空とともに百一航戦編制当初からその一員であった。一〇二一空を編入したものの、フィリピン戦線で機体を失った旧一〇二一空要員に回す機体はなく、実際に活動していたのは厚木常駐の部隊である。

### 歴代司令
- 菅原英雄（昭和19年4月1日－）
- 小川又雄（昭和19年7月10日－）
- 台由男（昭和20年1月15日－戦後解隊）

## 第一〇二二海軍航空隊
昭和19年7月10日の航空隊再編の際に、第二航空艦隊所属航空隊の輸送機隊8機を集約して編制した。原隊は香取飛行場だが、台湾方面に駐留する二航艦の行動に合わせて台湾方面で活動することが多かった。昭和20年1月8日に百一航戦へ移籍。昭和20年2月15日にいったん第五航空艦隊に転出しているが、半月ほどで百一航戦に復帰している。

### 歴代司令
- 佐土原親光（昭和19年7月10日－）
- 宇都米二（昭和19年8月21日－）
- 那須和（昭和20年7月頃－戦後解隊）

## 第一〇二三海軍航空隊
唯一、百一航戦に編入されなかった輸送機航空隊。昭和19年10月1日に輸送機18機で編制され、木更津を原隊とした。フィリピン戦線に進出する一〇二一空の留守部隊としての役割が強く、硫黄島方面への輸送に振り向けられた。昭和20年3月5日に解隊されたが、ほかの輸送機航空隊に編入されることはなく、第七五二海軍航空隊陸攻機の補充に回された。

### 歴代司令
- 菅原正雄（昭和19年10月1日－）
- 永田英雄（昭和19年10月10日－昭和20年3月5日解隊）